# Lemonade Blessing
Lemonade Blessing ist eine Tragikomödie von Chris Merola. In dem Coming-of-Age-Film spielt der Nachwuchsschauspieler Jake Ryan einen jungen Mann, der von seiner strenggläubigen Mutter auf eine private katholische Highschool geschickt wird und sich hier in eine rebellische Mitschülerin verliebt, die seinen Glauben auf die Probe stellt. Die Premiere war im Juni 2025 beim Tribeca Film Festival.

## Handlung
Nach der Scheidung von ihrem Ehemann Pete schickt die tief religiöse Mary Santucci ihren 15-jährigen Sohn John auf eine private katholische Highschool. Sie hofft, dass er hier die Trennung vom Vater besser verarbeitet, mit dem sie sich das Sorgerecht für ihn teilt. John verliebt sich Hals über Kopf in die rebellische Lilith, die ihre streng religiöse Erziehung hasst.

## Produktion

### Regie und Drehbuch
Chris Merola gibt mit Lemonade Blessing sein Regiedebüt. Er besuchte die katholische Kellenberg High School in Long Island und hat einen Master-Abschluss in Film- und Fernsehproduktion an der School of Cinematic Arts der University of Southern California. Er schrieb auch das Drehbuch für den Film, in das er eigene Jugenderinnerungen einfließen ließ. Seine Mutter sei sehr religiös, sein Vater hingegen überhaupt nicht religiös gewesen, so Merola zur Ähnlichkeit seiner Eltern mit denen von John im Film.

### Besetzung und Dreharbeiten
Der Nachwuchsschauspieler Jake Ryan spielt in der Hauptrolle den 15-jährigen John Santucci. Er war bereits als Kind in zwei Filmen von Wes Anderson zu sehen, Moonrise Kingdom und Asteroid City. Jeanine Serralles spielt seine Mutter Mary, Todd Gearhart seinen Vater Pete und Skye Alyssa Friedman seine Mitschülerin Lilith, in die sich John an der katholischen Privatschule verliebt. Das Casting übernahm Rachel Goldman.
Die Aufnahmen entstanden im Juli und August 2024 an insgesamt 20 Drehtagen, 16 Tage in New Jersey und vier Tage in New York. Viele Szenen wurden im Elternhaus des Regisseurs bei seiner Mutter auf Long Island gedreht. Als Kameramann fungierte Harrison Kraft.

### Veröffentlichung
Die Premiere des Films war am 5. Juni 2025 beim Tribeca Film Festival.

## Rezeption

### Kritiken
Von den bei Rotten Tomatoes aufgeführten Kritiken sind alle positiv.
Stephen Saito schreibt in seiner Kritik, die Coming-of-Age-Geschichte sei zwar in allen Details unweigerlich von Nostalgie geprägt, doch habe Chris Merola einen Schatten über diese gelegt. John befinde sich in einer gefährlicher Situation, der versucht seine Dämonen auszutreiben. Jake Ryan und Skye Alyssa Friedman seien in den Rollen von John und Rachel fast unheimlich überzeugend. Abgesehen davon, dass die Darsteller den köstlich bissigen Schlagabtauschen, die ihnen über die Lippen gehen, genau die richtige Menge Gift verleihen, profitiere Merola auch voll und ganz von der leicht lädierten Kameraführung von Kameramann Harrison Kraft mit gerade genug Schwarz an den Bildrändern, um jeden davon abzuhalten, mit einer rosaroten Brille auf diese Zeit zurückzublicken. Lemonade Blessing verwandele jedoch jede Bitterkeit in etwas Süßes, da der Film daran erinnere, was Überleben in dieser Ära bedeutet. Es wirke wie ein Wunder, dass man selbst oder irgendjemand anders diese überlebt hat.

### Auszeichnungen
Tribeca Film Festival 2025
- Nominierung im US Narrative Competition[2]